# Armando Gómez de Velasco
Coronel Armando Gómez de Velasco Velasco fue un médico, escritor, periodista y militar hispano-mexicano que participó en la Revolución mexicana. Nació en España el 6 de mayo de 1882, pero se naturalizó mexicano. Operó en el estado de Tamaulipas desde 1910, posteriormente formó parte del Estado Mayor de Francisco I. Madero. Se afilió al zapatismo en 1913, con el grado de teniente coronel, y en 1914 abrazó el villismo, donde fue coronel del Estado Mayor del general Mateo Almanza. Participó en la Convención de Aguascalientes. 
Dentro de los datos relevantes se menciona:
Que de su relación con Francisco I Madero se inculco a la medicina natural o herbolaria y en donde se pueden encontrar fotografías que hacen alusión a esta rama actual de la medicina.
Familia:
Hijo de Armando Gómez de Velasco quien recibió el título de señorío durante el reinado de la Reina Isabel II, en la zona de Aranda de Duero, ahora región de Castilla de León.
Y en donde la herencia se puede encontrar hacia las tierras de Valladolid y hacia los alrededores de la capital Madrileña.       
Difundió sus ideales liberales y sociales y como libre pensador.